# السخنة (حمص)
السخنة مدينة سورية تابعة لمحافظة حمص، تقع بين مدينة حمص ومحافظة دير الزور  وتبعد عن مدينة تدمر الأثرية قرابة 70 كيلومتر شرقاً، وعن قصر الحير الشرقي 10 كيلومتر، تحتوي على بعض المواقع الأثرية مثل مكان القلعة القديمة وهناك وجد تمثال للإله جوبيتر وهو موجود الآن في أحد متاحف إسطنبول.

## ذكرها في أدب الرحلات
ذكرت السخنة في معجم البلدان لـ ياقوت الحموي سنة 1219. حيث قال: «سخنة بضم أوله وسكون ثانيه ثم نون بلفظ تأنيث السخن وهو الحار. وهي بلدة في برية الشام بين تدمر وعرض وأرك يسكنها قوم من العرب».
و ذكرها ابن بطوطة في رحلته المسماة تحفة النظار في غرائب الأمصار وعجائب الأسفار سنة 1304 م حيث قال: ثم سافرنا إلى السخنة وهي بلدة حسنة، أكثر سكانها من النصارى، وذكر عادات شعبها ووصف بيوتها.

## النشاطات الاقتصادية
يعمل أغلب أهاليها بالتجارة، نسبة كبيرة منهم مغتربين. مدينة السخنة تعتبر من البادية السورية وتشتهر بزراعة الزيتون سابقًا. الآن لا يوجد بها زراعة منذ أن منعت الحكومة الزراعة وذلك لحماية الرعويات كما أن أغلب سكانها يعتمدون في معيشتهم على الاغتراب.
من المعروف أن أهالي السخة شكلوا خلال هجرتهم إلى المدن الأخرى أحياء خاصة بهم والمسماة بحارة السخاني في حلب وحماة والرقة ودير الزور.

## وصولالإسلامإليها
يحكى أنه كان يقطنها اليهود منذ القدم، ثم أتى بعدهم المسيحيون وكان موقعهم في القلعة التي هي الآن بين الحي الأوسط والشمالي. دخل إليها الإسلام على يد خالد بن الوليد عندما تعمق في البادية الشامية. حاليا 100% من السكان مسلمون على مذهب أهل السنة والجماعة.

## معلومات إضافية
المناظر هي الواحات أو القرى المكونة وسط البادية الشامية كتدمر وأرك والسخنة والطيبة والكوم والقريتين هذه القرى كأنها جزر منثورة وسط بحر ضخم أو كأنها غيطان خضراء وسط بوادي قفراء وصفها ياقوت الحموي في معجمه باسم المناظر وقد اعتاد أهل الحواضر الشامية أن يسمو سكان قرى المناظر باسم السخاني نسبة إلى السخنة كما اعتاد البدو أن يسمو كل الجمالة الذين ينقلون السلع في البوادي باسم السخاني وذلك لما لأهل السخنة من المقدرة والمعرفة باختراق البوادي وإجادة النقل والمهارة وحسن الوساطة في البيع والشراء بين البدو والحضر إضافة لمعرفتهم بالطرق المختصرة.

### الكمأ
من أشهر النشاطات في السخنة هي الذهاب في رحلة إلى البر بحثا عن الكمأ (الفقع) في أعماق البادية السورية، وتعتبر الكمأ الموجود حول السخنة من أجود الأنواع في العالم.
والكمأ مادة طبيعية ونوع من الفطور شديدة التعقيد وواحد من أغرب النباتات بلا جذر ولا ساق وألياف
ولا أغصان ولا براعم ولا أوراق ولا أزهار. والكمأ من الفطور الراقية تنمو تحت سطح الأرض كلها كروي لحمي رخو منتظم وسطحها أملس ودرني ويختلف لونها من الأبيض إلى الأسود
أما التفسير العلمي لنمو الكمأ فمختلف فيه كثيراً وتعددت الدراسات في أسباب نشؤه ولكن المتفق عليه ومعروف شعبياً أن للرعد تأثير في ظهورها وهناك دراسات قول إن البرق يضع تحت تصرف الغلاف الجوي الطاقة اللازمة لتشكيل العديد من الأكاسيد والمركبات «مركبات الأزوت» ويعمل الرعد على ترسيب هذه المركبات إما على صورة جافة بفعل الثقالة الأرضية وإما على صورة محاليل مائية بفعل قطرات المطر فتصل الطبقة السطحية للأرض بعد أن رفع الرعد من قدرتها على تخزين الماء والغذاء اللازمين لنمو فطر الكمأ وعائلة «جردة الكمأ»، ومن المحتمل أن يكون الدور الرئيسي للرعد في إرسال بعض الموجات الصوتية التي من شأنها أن تمزق أغلفة أنواع فطر الكمأ الكامنة فتنشط بوجود الماء والتربة الرخوة وتبدأ عملية الفقع إلى سطح التربة.